# Jürgen Kanzow
Jürgen Kanzow (* 6. September 1938 in Bremen; † 11. September 1997 in Berlin) war ein Pionier der Breitbandkommunikation in Deutschland.

## Leben
Als Sohn des Dipl.-Landwirts Dr. rer. pol. Karl Kanzow studierte Jürgen Kanzow Ingenieurwesen an der TU Berlin und wurde 1958 beim Corps Normannia aktiv. 1967 wurde ihm das Band der suspendierten Teutonia Halle verliehen. Er begann eine Laufbahn 1965 in der Oberpostdirektion Bremen. In den 1970er-Jahren war er als Dipl.-Ing. und Ministerialrat im Bundesministerium für das Post- und Fernmeldewesen maßgeblich bei der Einführung von Telefax und für den Aufbau von Bildschirmtext (Btx) durch die  Deutsche Bundespost verantwortlich. 1980 wechselte er zur neugegründeten Entwicklungsgesellschaft der Bundespost Detecon. Von dort aus initiierte er 1986 das BERKOM-Projekt in Berlin, das er auch leitete, ab 1993 als Geschäftsführer der neugegründeten DeTeBerkom GmbH.

## Leistungen
Kanzow gab entscheidende Impulse für die Einführung von Diensten wie Telefax und Bildschirmtext (heute T-Online) sowie für die Digitalisierung des Fernsprechnetzes. Ebenso war Kanzow maßgeblich an der Vorbereitung des ISDN beteiligt und prägte mit BIGFON die Entwicklung des Glasfasernetzes mit. Mit dem Berkom-Programm leistete er einen entscheidenden Beitrag zur Entwicklung der Breitband- und Multimedia-Kommunikation. Begriffe wie Telemedizin, Telepublishing und Telelearning sind untrennbar mit diesem Programm verbunden. Mit seinen Projekten gelang es ihm, erhebliche Fördermittel aus EU-Programmen wie RACE und ACTS nach Deutschland zu holen und die deutsche Telekommunikationsindustrie international zu vernetzen.

## Schriften
- Helmut Ricke, Jürgen Kanzow: BERKOM Breitbandkommunikation im Glasfasernetz. Übersicht und Zusammenfassung 1986-1991, Berlin 1995
- Jürgen Kanzow: Entwicklungspolitische Maßnahmen der Deutschen Bundespost im Bereich digitaler Dienste für die 2. Hälfte der achtziger Jahre Kommunikation in Verteilten Systemen 1981: 2–8
- Jürgen Kanzow: The Berkom project [ISDN], Detecon, Berlin (Bibliographischer Nachweis)